# 產業等級質數
產業等級質數（Industrial-grade primes）是由亨利·科恩取名的數，表示一整數尚未以嚴謹的方式證實是質數，但已通過了可能素數測試，像是米勒-拉宾检验（有正的，不可忽略的失效率），或是Baillie–PSW質數測試，目前還沒有任一個合數通過此測試。
產業等級質數有時會用來代替一些演算法中需要的認證質數，像RSA加密演算法就需要用戶產生大的質數。若數字位數超過100位，證明它們是產業等級質數會比素性测试簡單很多。前者可以立即產生，而其不是質數的失效率很低，因此在實務上幾乎不可能失效。換句話說，對於於這些數字是質數可以抱持非常高的信心，不過不是一定成立。